# Petr Paulů
Petr Paulů (28. dubna 1956 Nymburk – 1. ledna 2017 Praha) byl český kytarista a hudební pedagog.

## Biografie
Po absolutoriu konzervatoře v Plzni vystudoval Hudební fakultu Akademie múzických umění v Praze. Od roku 1983 byl profesorem kytarové hry na Pražské konzervatoři, kde odchoval celou řadu našich i zahraničních absolventů. Pro Český rozhlas natočil několik hodin kytarové hudby klasických i moderních autorů (J.S.Bach, J. Burghauser, W. Walton ad.). Koncertoval, nahrával a vedl mistrovské kurzy ve třiceti státech USA např. Classical Radio WQED - Pittsburgh; New York University Steinhardt. Koncertoval pravidelně v České republice i zahraničí, kromě toho slyšelo jeho hru obecenstvo v patnácti zemích světa, kde se úspěšně prodávají jeho čtyři CD se španělskými a jihoamerickými skladbami. Na koncertní turné po Evropě, Severní a Jižní Americe navázaly mistrovské kurzy a televizní pořady v Brazílii. V USA natočil sólovou desku a CD v kytarovém duu s Martinem Myslivečkem. Vystupoval a natáčel v České republice i v Evropě ve společném duu s akordeonistou Ladislavem Horákem (The Piazzolla Soloists), společně pak spolupráce obou s houslistou Pavlem Hůlou v Trojanově triu. Pedagogicky působil na gymnáziu Comenius v bavorském Deggendorfu. Pravidelně vedl mistrovské kurzy kytarové hry v Andoře. Je autorem kytarové školy Breviář klasického kytaristy. Spolupracoval s filmovým studiem Barrandov. Je autorem mnoha scénických hudeb k divadelním hrám a pohádkám svého otce herce, režiséra a dramatika Jana Paulů (1922-1998).